# Боже, храни кьют-рок
«Боже, храни кьют-рок» — второй студийный альбом российской певицы Доры, выпущенный 18 декабря 2020 года на лейбле Rhymes Music. В него вошло 9 композиций, вдохновением которых, по словам певицы, послужила музыка Evanescence, Тату, Charli XCX и Арианы Гранде.

## История
27 августа 2020 года Дора опубликовала Instagram-сторис, в которой анонсировала полноформатный релиз. 4 декабря того же года был открыт предзаказ альбома, раскрыт его трек-лист и объявлена дата релиза.
В феврале 2021 года на веб-сайте Colta.ru был опубликован список под названием «Что слушать в феврале», автором которого выступил Сергей Мезенов, включивший «Боже, храни кьют-рок» в этот список.

### Синглы
12 марта 2020 года был выпущен ведущий сингл альбома под названием «Если хочешь». Релиз второго сингла из альбома, «Втюрилась», датируется 27 августом того же года, а музыкальное видео для трека вышло 8 января 2021 года. «Осень пьяная», третий и заключающий сингл с альбома, вышел 13 ноября 2020 года.

## Отзывы
Алексей Мажаев, рецензент интернет-издания InterMedia, назвал «Втюрилась» «модным хитом» и «яркой и запоминающейся песенкой» и обратил внимание на то, что композиция записана на «вечную» тему, понятную всем поколениям — любовь. Также в своей рецензии Алексей объяснил, что кьют-рок — сочетание «нежного» и «вполне брутального» аккомпанемента, и под этим «красивым» термином, фактически, скрываются подростковые поп-рок-песни о «девичьих любовных переживаниях». Он также заявил, что в музыке Доры контраст не выглядит «очень резким». Ещё обозреватель написал, что «даже те, кто про кьют-рок ничего не знают и знать не хотят», «непременно» обратят внимание на обложку альбома и песни «Втюрилась», «На обратной стороне Земли» и «Если хочешь». Журналист новостного сайта Meduza отметил, что «Боже, храни кьют-рок» — «идеальная» пластинка эпохи «пост-ностальгии по девяностым» и «пред-ностальгии по нулевым». Кроме того он заметил тот факт, что релиз «не оставляет ощущение», что «твою память услаждают с излишне холодным» и «циничным» расчётом.

## Список композиций
| №                   | Название                    | Автор(ы)                      | Длительность |
| ------------------- | --------------------------- | ----------------------------- | ------------ |
| 1.                  | «Втюрилась»                 | Владимир Галат Дарья Шиханова | 2:04         |
| 2.                  | «Быть с тобой»              | Владимир Галат Дарья Шиханова | 2:58         |
| 3.                  | «Больше»                    | Владимир Галат Дарья Шиханова | 2:24         |
| 4.                  | «Осень пьяная»              | Владимир Галат Дарья Шиханова | 2:52         |
| 5.                  | «На обратной стороне земли» | Владимир Галат Дарья Шиханова | 4:11         |
| 6.                  | «Кьют-рок»                  | Владимир Галат Дарья Шиханова | 2:43         |
| 7.                  | «Где ты сейчас»             | Владимир Галат Дарья Шиханова | 3:13         |
| 8.                  | «Если хочешь»               | Владимир Галат Дарья Шиханова | 2:42         |
| 9.                  | «Капли»                     | Владимир Галат Дарья Шиханова | 3:19         |
| Общая длительность: | Общая длительность:         | Общая длительность:           | 26:26        |

Комментарии
- Названия всех треков стилизованы под минускул[11].